# Muraszemenye
Muraszemenye je vas na Madžarskem, ki upravno spada pod podregijo Letenyei Županije Zala. Blizu vasi (tik pred najbolj vzhodno točko Slovenije) se mejni vodotok Krka oz. Kerka kot levi pritok izlije reko Ledavo, ta pa kmalu zatem konča pot kot levi pritok Mure. 